# Sint-Augustinuskerk (Antwerpen)
De Sint-Augustinuskerk in de Antwerpse Kammenstraat 73, is een barokkerk naar een ontwerp van Wenceslas Cobergher. Het geheel werd ingrijpend verbouwd tot muziekcentrum vzw AMUZ (Augustinus Muziekcentrum).

## Kerkgebouw en interieur

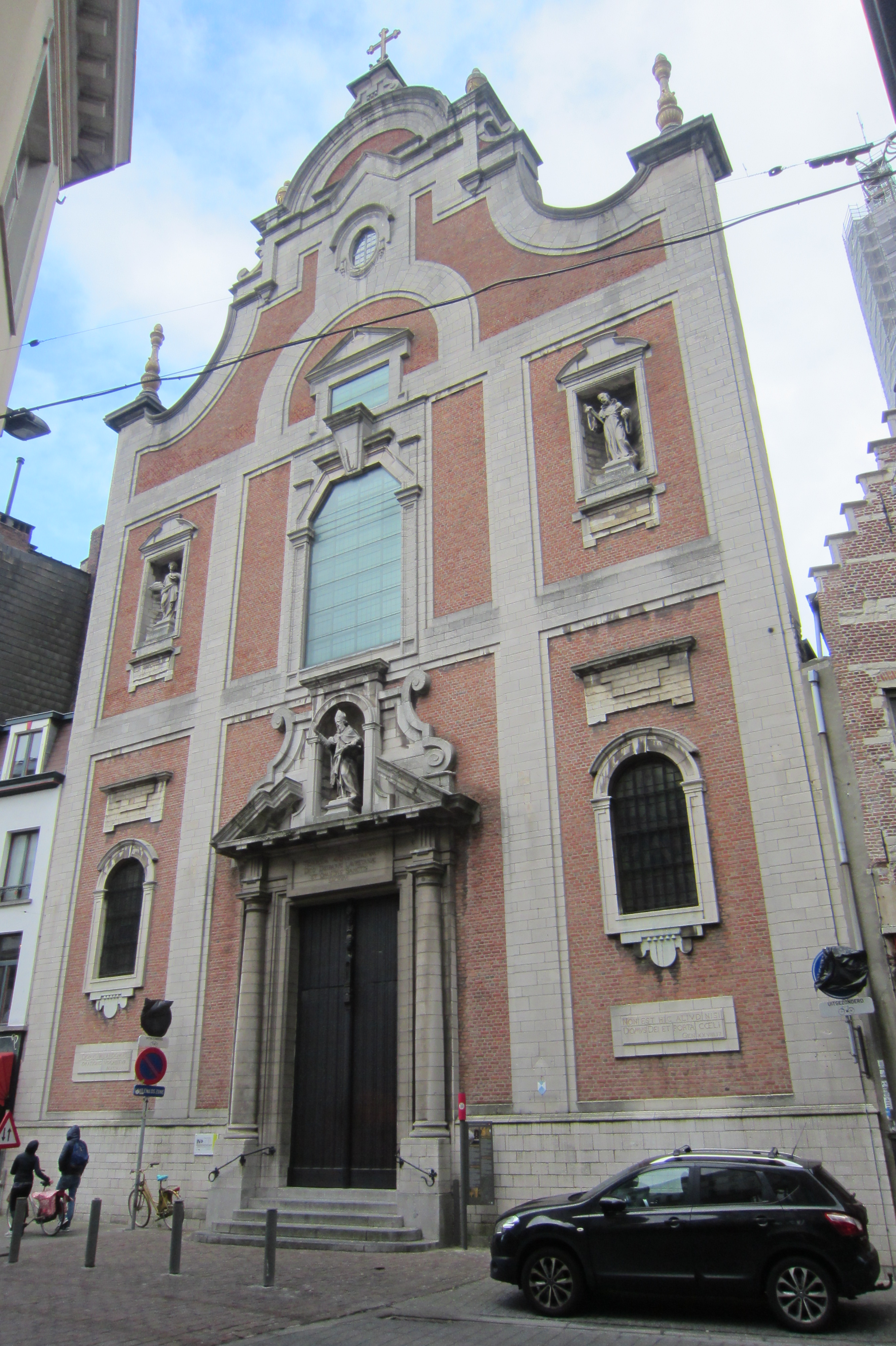
Schermgevel van de Sint-Augustinuskerk

Deze kerk gebouwd tussen 1615 en 1618 tijdens het Twaalfjarig Bestand, is een voormalige kloosterkerk van de orde van de augustijnen. De bouwstijl van de kerk die in 1939 beschermd werd als monument, rekent men tot de vroegbarok. In de gevel vindt men nog duidelijke kenmerken van de lokale renaissancetradities terug. Deze zogenoemde schermgevel verbergt een driebeukig schip zonder transept met een relatief groot koorgedeelte. Op de gevel bevinden zich brede horizontale en verticale stroken van steen die het metselwerk verdelen in rechthoekige secties, herinnerend aan de stijl van Hans Vredeman de Vries. De kerk heeft een vlakke gevelbehandeling die de verticaliteit benadrukt.
Rondom het centraal gelegen kerkgebouw bevinden zich een aantal bijgebouwen. Achter het koor ligt een ruime sacristie. Aan de noordzijde is er een kosterwoning stammend uit de tijd toen deze kerk een parochiekerk was. Aan de zuidzijde geeft een poort toegang tot de Onze-Lieve-Vrouwekapel, de vroegere kapittelzaal omgebouwd als winterkapel uit 1857, in neobyzantijnse stijl met opmerkelijke muurschilderingen. Het interieur van het kerkgebouw is zonder meer als barok te bestempelen, destijds de nieuwe stijl van de contrareformatie.
Antwerpens grootste barokschilders maakten voor deze kerk in 1628 op bestelling van de Orde van de Augustijnen elk een altaarstuk: Pieter Paul Rubens schilderde het doek voor het hoofdaltaar voorstellende De H. Familie en veertien heiligen (ook genoemd Mystiek huwelijk van de Heilige Catharina of De tronende madonna), Jordaens en Antoon van Dyck verfraaiden het Apollonia- en het Augustinusaltaar in de rechter- en linkerzijbeuk. De doeken boven de altaren zijn kopies van de originelen die sinds de ontwijding van de kerk in 1974 een vaste stek vonden in het depot van het Antwerpens Museum voor Schone Kunsten. Naar aanleiding van het Antwerpse Barokjaar 2018 kreeg Jan Fabre de opdracht om het hoofdaltaar en de twee zijaltaren van nieuw werk te voorzien. Met deze opdracht is de discussie afgesloten of de oorspronkelijke werken naar hun vroegere locatie zouden terugkeren. Een 450.000-tal dekschilden van de scarabee vormt het materiaal waaruit Fabres installaties opgebouwd zijn. Fabre verwerkte in zijn werk, dat vanaf juli 2018 te bezichtigen is, motieven van de oorspronkelijke altaarstukken en vormde ze om naar zijn eigen beeldtaal met elementen van de hedendaagse muziekcultuur. De werken krijgen de volgende titels mee: het Monastieke Optreden voor het hoofdtaltaar (vroeger P.P. Rubens), de Extatische Opname voor het linkerzijaltaar (vroeger A. Van Dyck) en voor het rechterzijaltaar het Hemelse Vooruitzicht (vroeger Jordaens).
Verder zijn er veertien schilderijen te zien met voorstellingen uit het leven van Sint-Augustinus van Jacob Jordaens, J. Cossiers en W. Van Herp. De glasramen dateren van het eerste kwart van de 20ste eeuw.

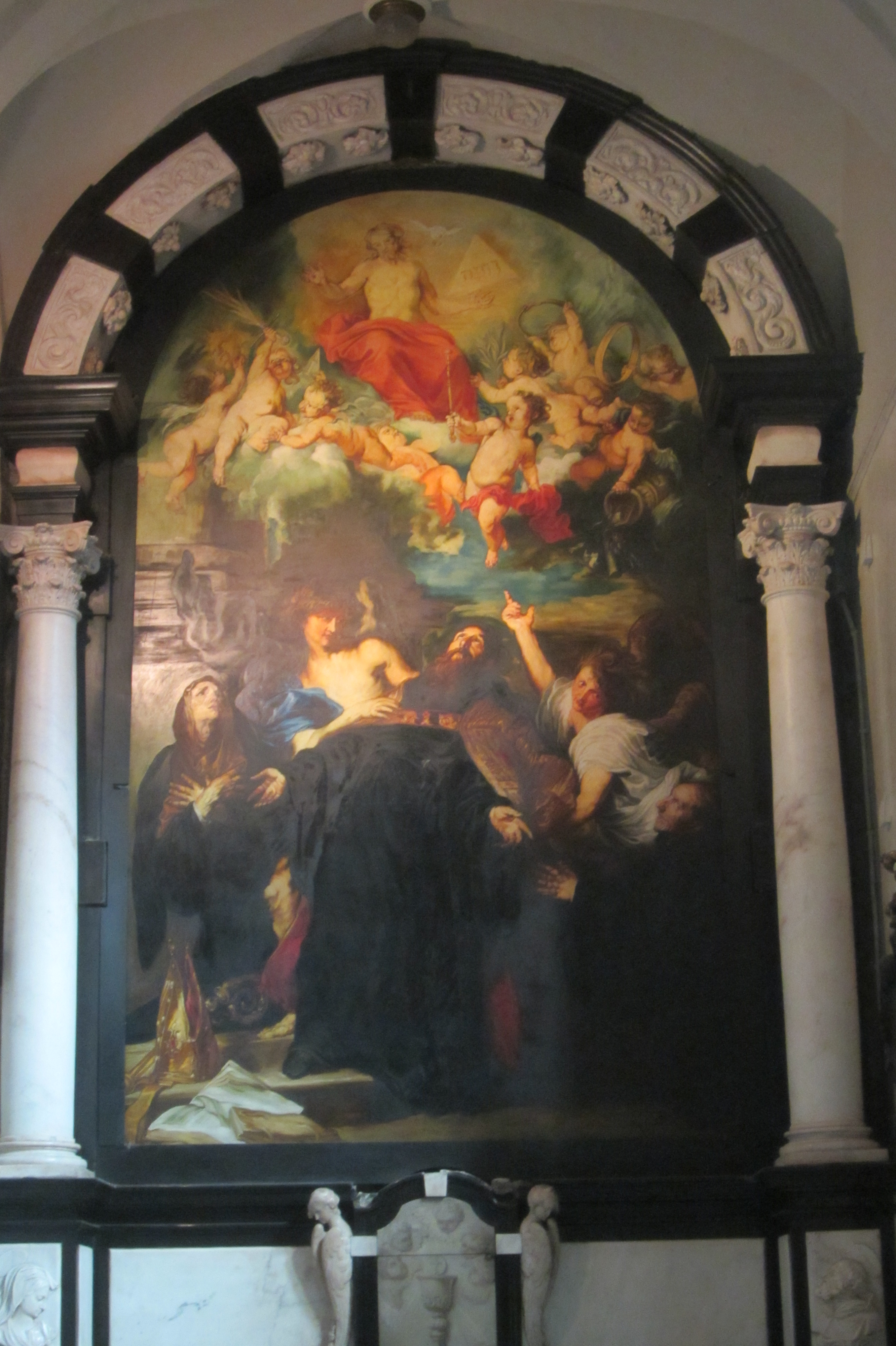
Antoon Van Dijck, De extase van de H.Augustinus, linkerzijaltaar Sint-Augustinuskerk
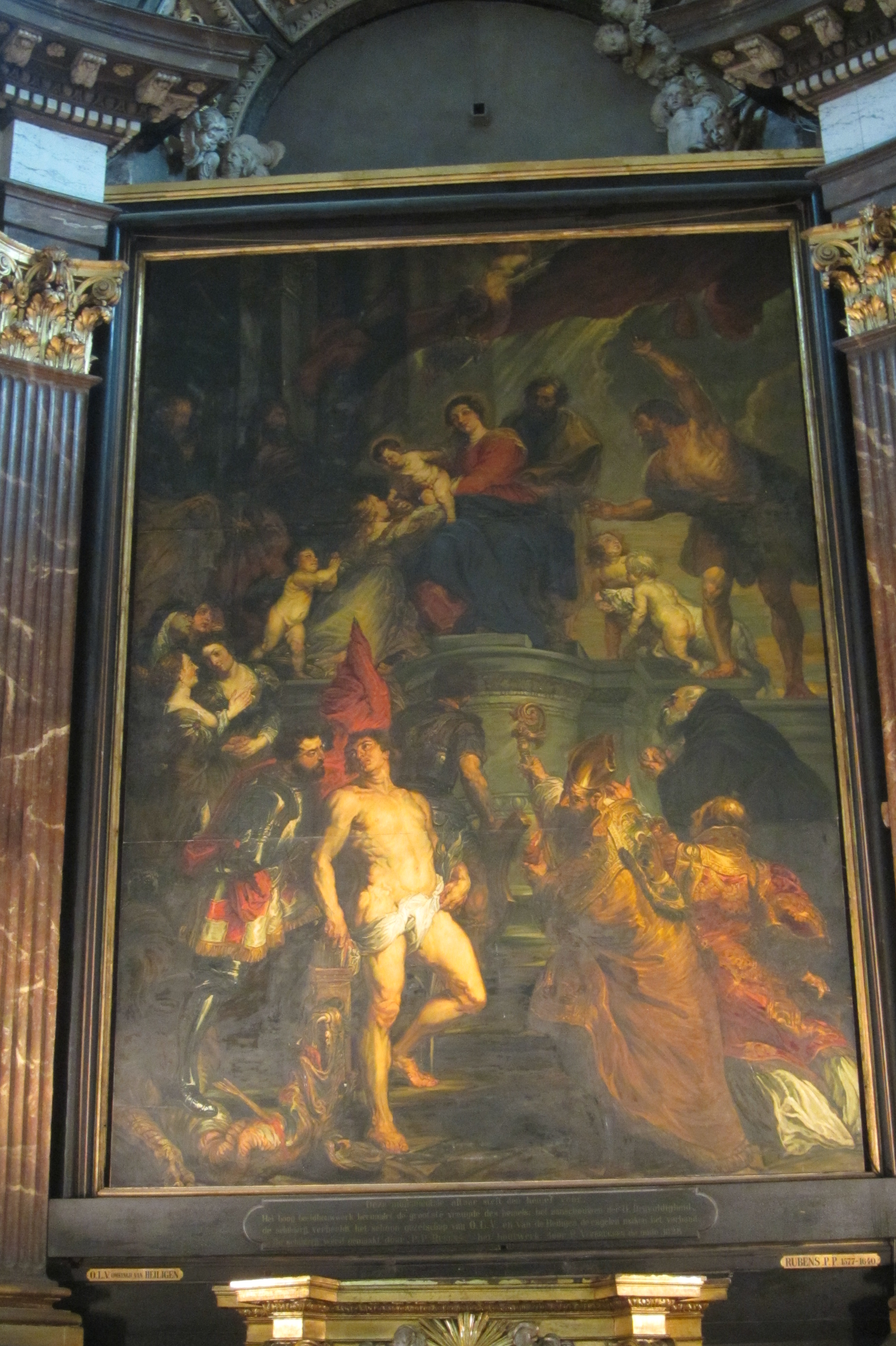
Pieter Paul Rubens, H.Familie en veertien heiligen, in het koor boven hoofdaltaar Sint-Augustinuskerk
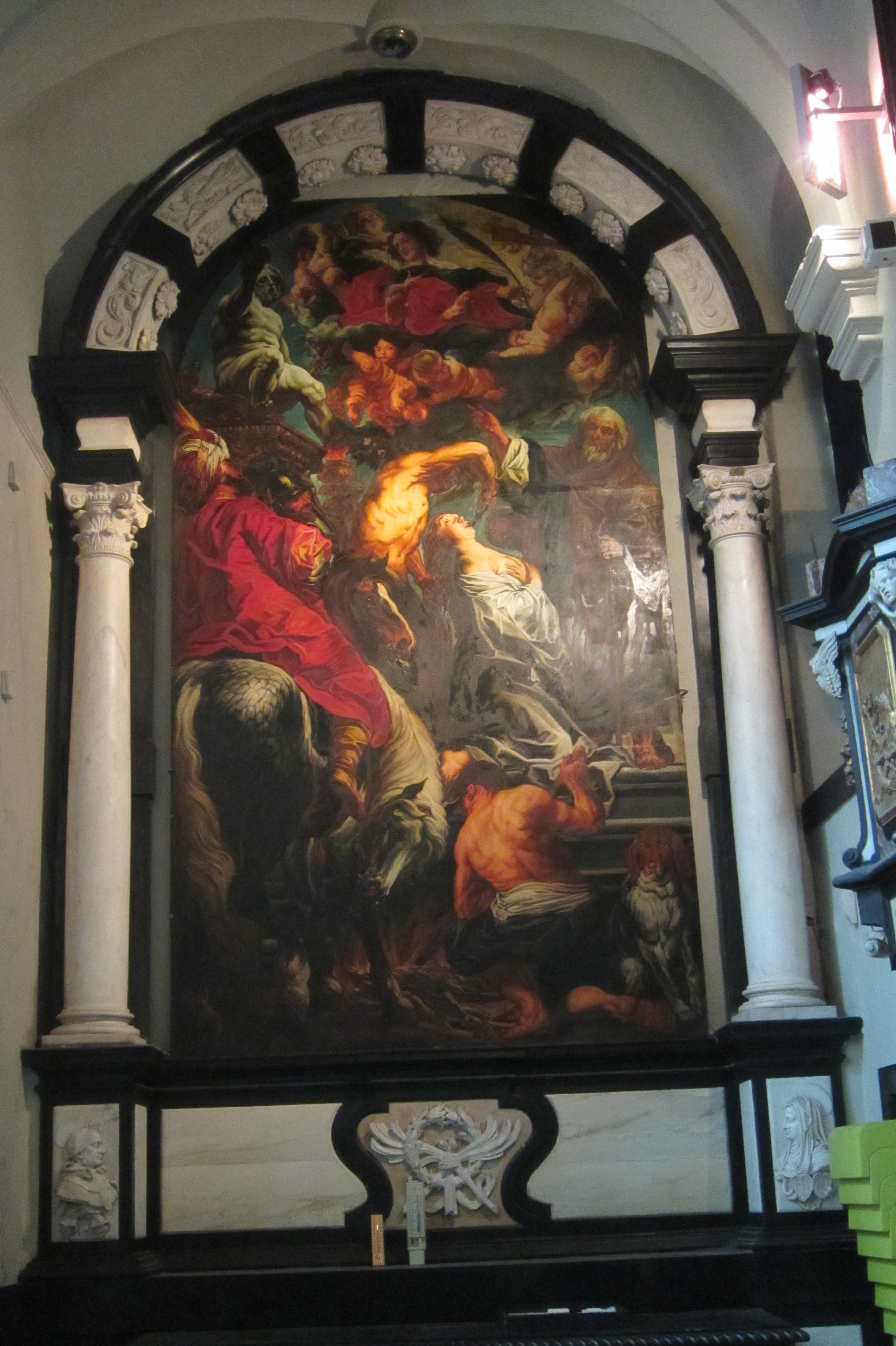
Jacob Jordaens, De Marteling van de H. Apollonia, rechterzijaltaar Sint-Augustinuskerk
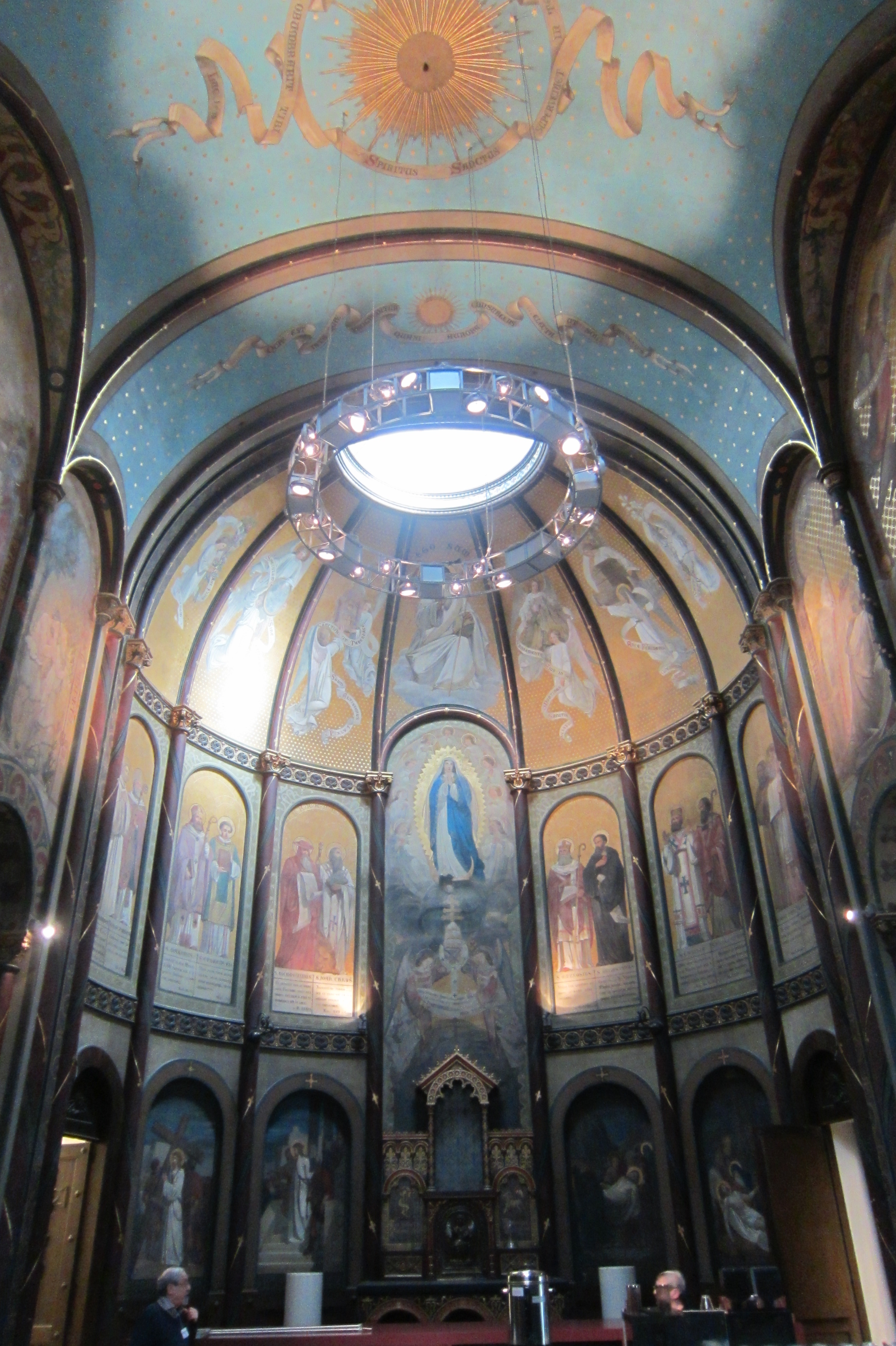
Onze-Lieve-Vrouwekapel aan de Sint-Augustinuskerk (nu foyer AMUZ)
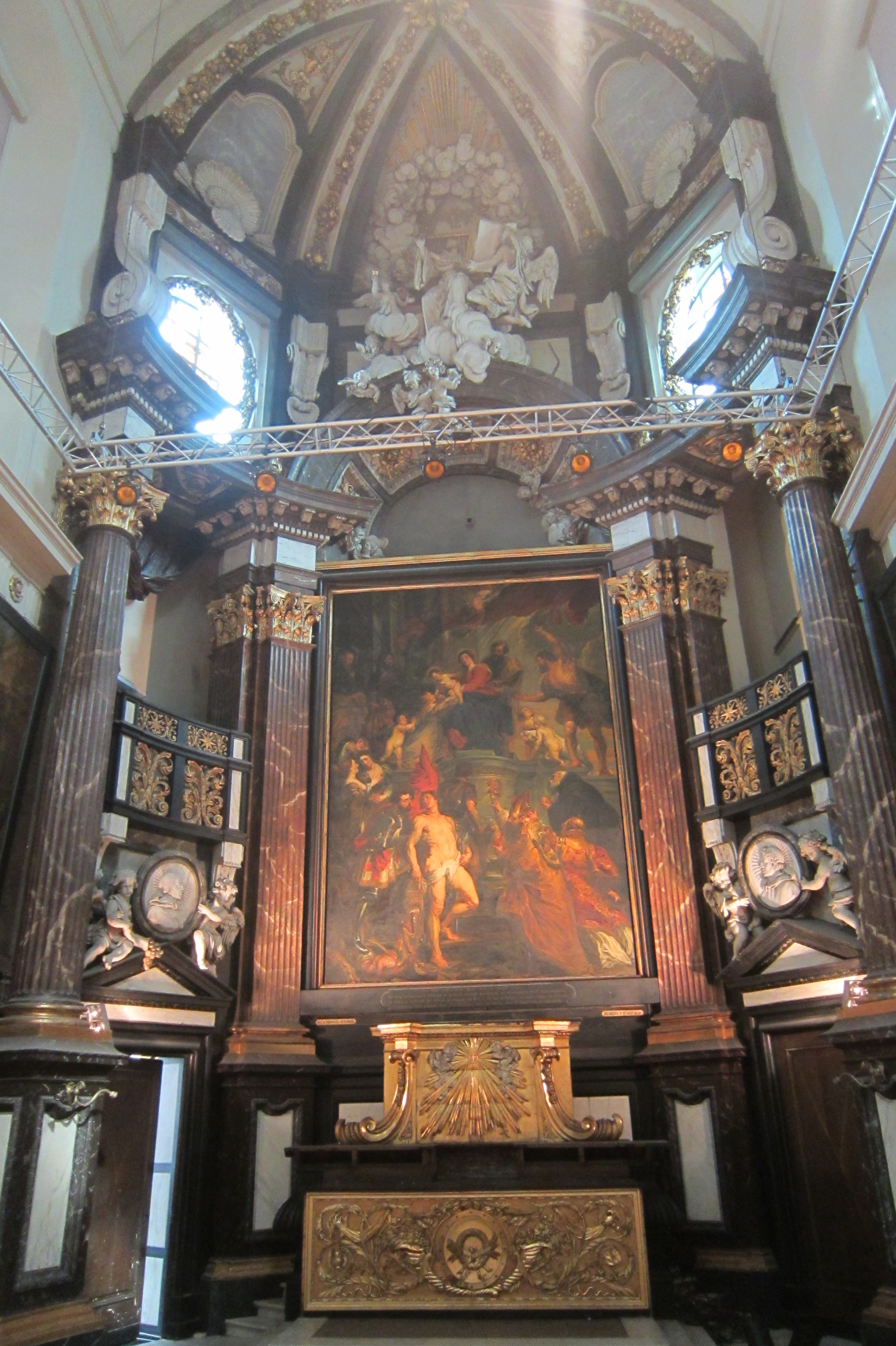
Koor Sint-Augustinuskerk
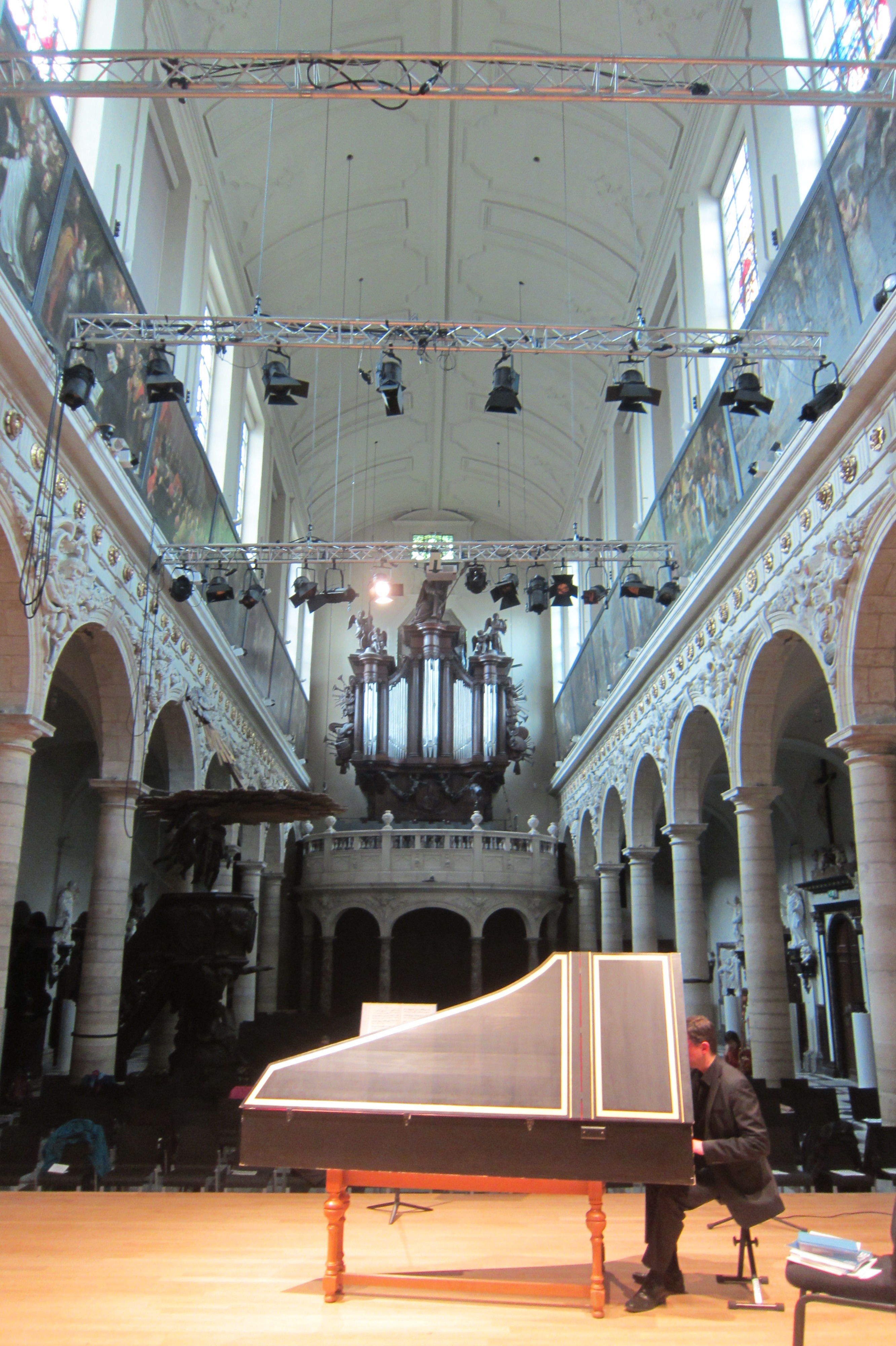
Zicht op Augustinuskerk als concertruimte AMUZ met bovenaan links en rechts 14 schilderijen over het leven van de H. Augustinus

## vzw AMUZ

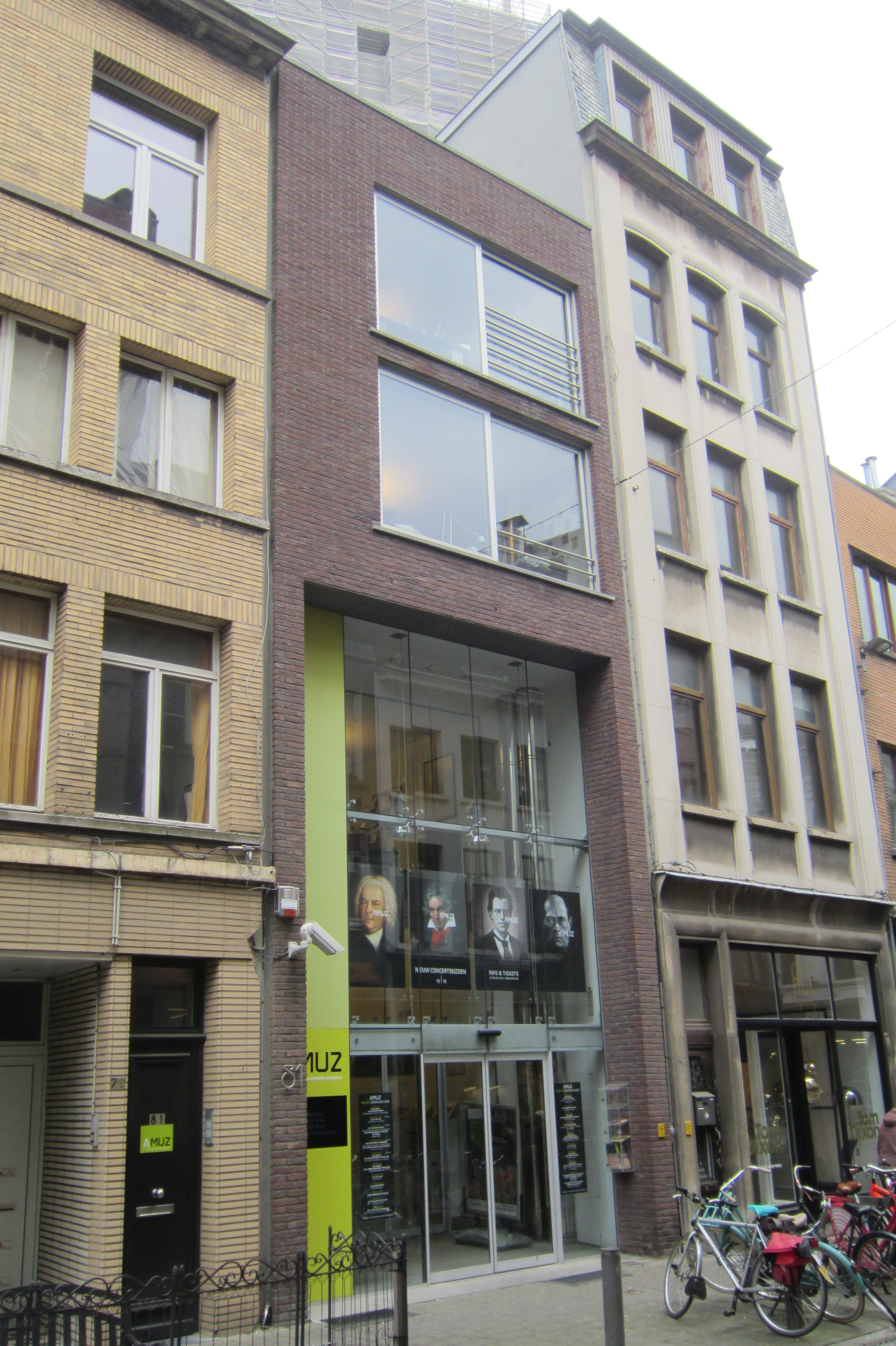
Voorgevel vzw AMUZ, Kammenstraat, Antwerpen

Het ingrijpend aangepaste gebouw doet sinds 2006 dienst als muziekcentrum en is de vaste stek van de vzw AMUZ. Het is een internationaal centrum waar culturele en educatieve (muziek-)activiteiten plaatsvinden waaronder het sinds 1994 jaarlijks terugkerende Laus Polyphoniae. Het centraal gelegen kerkgebouw doet nu dienst als een concertzaal. De zuidelijk gelegen Onze-Lieve-Vrouwekapel is heringericht als foyer. De kosterwoning aan de noordzijde bevat nu de kantoren van AMUZ.
Ook voegde men enkele nieuwbouwprojecten toe aan het geheel. Er is een nieuw met de foyer verbonden en op de Kammenstraat uitgevend toegangsgebouw voor het publiek toegevoegd dat dienstdoet als herkenningspunt voor de vzw. De foyer naast de winterkapel breidde men uit en achteraan kwamen goed uitgeruste artiestenloges.